# Liane de Pougy

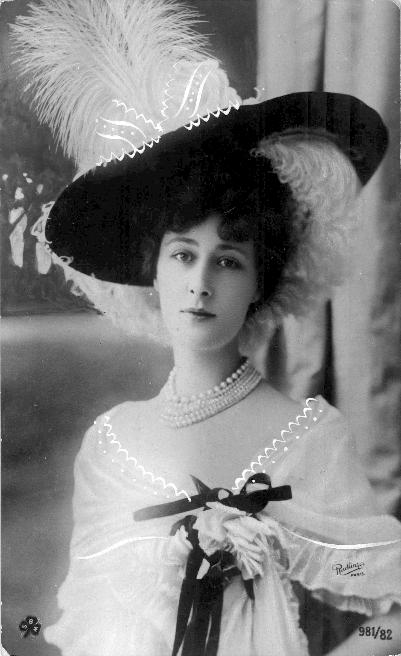
Liane de Pougy, um 1891/92

Liane de Pougy, bürgerlich Anne Marie Chassaigne (* 2. Juli 1869 in La Flèche; † 26. Dezember 1950 in Lausanne), war eine französische Tänzerin, Schauspielerin, Schriftstellerin, Kurtisane und katholische Klosterschwester.

## Biografie
1889 zog Anne Marie Chassaigne nach Paris und befreundete sich schnell mit der berühmten Kurtisane Valtesse de la Bigne und ließ sich von ihr in die feine Pariser Gesellschaft einführen. In dieser Zeit nahm sie ihren Künstlernamen Liane de Pougy an. In den darauffolgenden Jahren avancierte sie zum Star der Gesellschaft. George Herbert, 5. Earl of Carnarvon, Gabriele D’Annunzio und Jagatjit Singh, Maharadscha von Kapurthala waren nur einige unter ihren vielen Verehrern, denen sie auch als Edelkurtisane erotisch zugetan war.
Am 13. April 1884 trat sie zum ersten Mal mit einer Zaubernummer in Paris in den Folies Bergère auf. Im gleichen Programm wie Liane de Pougy waren auch La Belle Otéro, Émilienne d’Alençon und der Sänger Henri Meilhac zu sehen und zu hören. 1895 führte sie ein Engagement bis nach Russland, 1896 kehrte sie wieder nach Paris in das Folies Bergère zurück und tanzte in verschiedenen Aufführungen. Sie wurde von Mariquita in Tanz unterrichtet, die auch ihre Tänze choreographierte. Während Liane de Pougy in London engagiert war, erhielt sie Unterricht des berühmten Tanzmeisters Léon Espinoza.

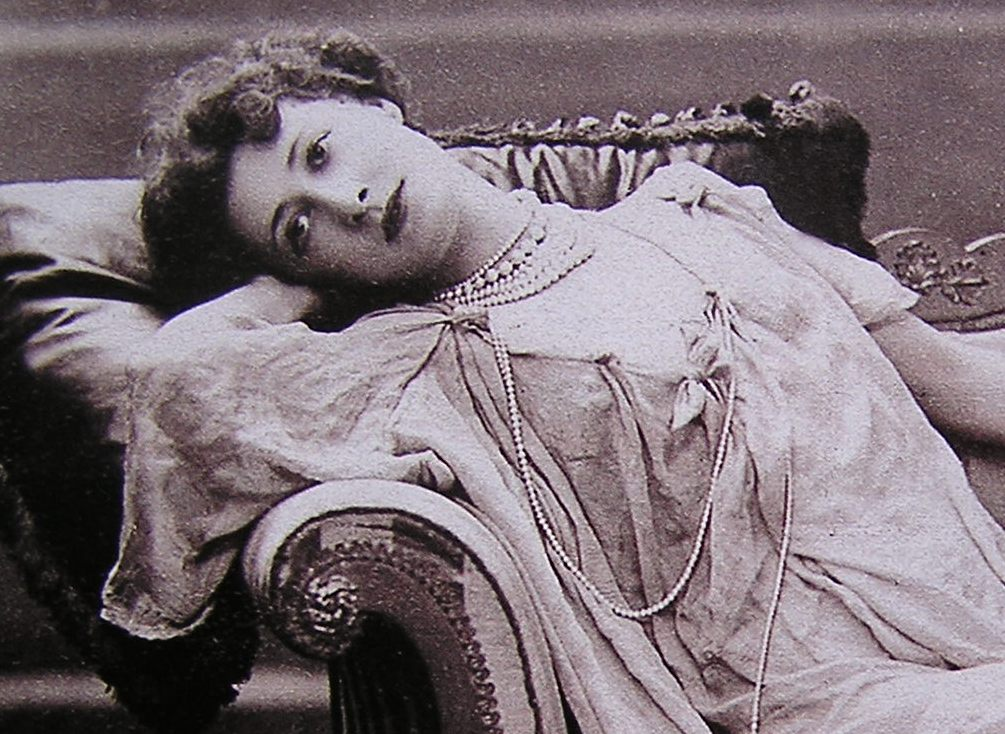
Liane de Pougy, ca. 1900

Zusammen mit Régina Badet, erste Tänzerin an der Opéra national de Bordeaux, tanzte sie 1896 in der Ballett-Pantomime Rêve de Noël im Olympia-Theater in Paris. 1899 lernte sie die amerikanische Millionärin und Kunstliebhaberin Natalie Clifford Barney kennen und beide verliebten sich ineinander. Im Londoner Palace Theatre feierte sie im Mai/Juni 1901 Triumphe mit einer Pantomime als Hindu-Priesterin. 1906 spielte sie in dem Stummfilm Aladin oder Die Wunderlampe die Prinzessin Badr al-Budur. 
Es folgten mehrere Auftritte in Paris. Am 8. Juni 1910 heiratete sie den rumänischen Prinzen und Dichter Georges Ghika und zog sich von der Bühne zurück. 1916 wurde sie von ihrem wesentlich jüngeren Ehemann verlassen. Durch die über zwanzig Jahre andauernde Freundschaft mit dem Dichter Max Jacob und den Tod ihres Sohnes als Flieger im Ersten Weltkrieg kam sie dazu, sich mit geistlichen Fragen zu beschäftigen. Am 14. August 1943 schloss sie sich dem dritten Orden der Dominikaner an. Bis zu ihrem Tod führte sie ein zurückgezogenes Leben als Schwester Anne-Marie. Sie wurde in Saint-Martin-de-Vinoux beigesetzt. 

## Schriften
Liane de Pougy verfasste sieben Romane. Ihr Tagebuch Mes cahiers bleus wurde 1977 postum veröffentlicht und später von Diane Athill ins Englische übersetzt.

## Wirken als Schauspielerin
- 1906: Aladin oder die Wunderlampe (Aladin ou la lampe merveilleuse), Stummfilm, Frankreich.

## Werke
- Ecce homo. D’ici, de la. s.n., Paris 1903.
- L’Elizement. Comédie en un acte. Ed. littéraires et artistiques, Paris, 1900.
- Idylle saphique. Roman. Edition des Femmes, Paris 1987.
- L’Insaissable. Roan vécu. Lamm, Paris 1898.
- Mes cahiers bleus. (Herausgeber: Alex-Ceslas Rzewuski). Plon, Paris 1977, ISBN 2-259-00267-6.